# Mount Dennis (métro de Toronto)
Mount Dennis est une station de métro et une gare de trains de banlieue en construction à Toronto en Ontario. Située à l'est de l'intersection d'Eglinton Avenue et de Western Road dans le quartier Mount Dennis, dans l'arrondissement York, la station sera le terminus ouest de la future ligne 5 Eglinton ainsi qu'une gare intermédiaire sur la ligne Kitchener de GO Transit et la navette ferroviaire Union Pearson Express entre la gare Union et l'Aéroport Pearson de Toronto.
La station est construite sur l'ancien terrain de Kodak Heights, qui était une usine de fabrication d'apprareils photo exploitée par la Eastman Kodak Company de 1918 à 2006. Le bâtiment 9 de Kodak, un bâtiment patrimonial et un point de repère local, aura une nouvelle vocation comme entrée de la station. Adjacent à la station, le centre d'entretien et de garage d'Eglinton est également situé sur le terrain.

## Situation ferroviaire

### Métro léger
La station Mount Dennis est le terminus ouest de la ligne 5 Eglinton. À l'est de la station, la ligne circulerait sur un guide surélevé au-dessus de Black Creek Drive et du ruisseau Black, avant de descendre dans le portail ouest du tunnel creusé de la ligne, vers la station Keelesdale.
Le centre d'entretien et de garage d'Eglinton est construit tout près de cette station, sur des terrains anciennement occupés par le campus de Kodak et près du garage d'autobus de Mount Dennis de la TTC. Le centre d'entretien permettra de stationner 162 véhicules Flexity Freedom et disposera de vastes installations d'entretien pour assurer leur bon fonctionnement.

### Trains de banlieue
La gare est située à la borne 7,0 milles (11,3 km) de la subdivision Weston de Metrolinx, entre les gares de Bloor et de Weston.
Au nord de la gare de Bloor, la ligne passe devant certains de vestiges industriels de la jonction de West Toronto, avant de plonger dans un tunnel sous les voies du Canadien Pacifique, le premier train GO à traverser ce tunnel est passé en direction du sud tôt le lundi matin du 26 mai 2014, mettant fin au service à travers l'un des jonctions les plus fréquentées du Canada. Cette jonction compliquée a été la pièce maîtresse industrielle du quartier de Junction pendant plus d'un siècle, mais aussi une source de retards potentiels pour le réseau GO, et un obstacle à l'amélioration du service. Les travaux qui ont débuté en 2010 ont permis de créer une gigantesque tranchée pour faire passer la subdivision Weston sous les voies du CP, ainsi que de construire un viaduc pour Old Weston Road et une voie de raccordement à la subdivision Mactier du CP.
Bien que les trains aient commencé à emprunter le tunnel sous les voies du CP en mai 2014, il restait encore beaucoup de travail à faire, notamment pour terminer le pont de Junction Road au-dessus des voies de la subdivision Weston et pour augmenter le nombre des voies à travers la jonction. Néanmons, le passage des premiers trains GO dans le tunnel a constitué une étape importante pour les résidents du secteur, qui ont dû supporter le bruit quotidien des travaux et le martèlement des marteaux-piqueurs pour construire les murs de soutènement.
Au nord de St. Clair Avenue, la ligne est parallèle à Weston Road, passe sous Rogers Road, puis s'élève au-dessus de la hauteur des terres pour traverser le ruisseau Black et Black Creek Road sur une paire de ponts, avant de s'approcher à la gare de Weston. Ceux-ci ont été entièrement reconstruits en 2013 pour permettre le passage de quatre voies.

## Histoire

### Premiers projets
Eglinton Avenue avait déjà fait l'objet de plans pour des services de tramway et de trolleybus dans les années 1940, 1950 et au début des années 1960. Le plan initial de la TTC pour les lignes de métro en 1942 proposait des lignes de tramway souterrain sous Queen Street et Bay/Yonge Streets. Le tramway souterrain Bay/Yonge remonterait à la surface près de l'entrée du cimetière Mount Pleasant et suivrait les voies de la Belt Line jusqu'à Dufferin Street. Cette idée a été abandonnée lors de la révision des plans de métro en 1946, qui prévoyait un véritable métro sous Yonge Street entre la gare Union et Eglinton Avenue, avec des lignes de trolleybus desservant les terminus via Yonge Street et Eglinton Avenue.
Les propositions pour un transport structurant le long d'Eglinton Avenue se sont matérialisées dans les années 1960, certains politiciens de la ville de North York considérant qu'il s'agissait d'une priorité plus importante qu'un métro sous Queen Street. En 1969, la communauté urbaine de Toronto a publié un rapport sur un « concept pour des systèmes intégrés de transport collectif rapide et de trains de banlieue dans la communauté urbaine de Toronto » avec un projet de métro sous Eglinton Avenue entre Weston Road et Don Mills Road (où des correspondances seraient établies avec l'extrémité est de la ligne Queen), avec des futurs prolongements menant la ligne jusqu'au centre d'Etobicoke et à la station Kennedy.

### Une ligne à capacité intermédiaire
À peu près à la même époque, cependant, le gouvernement provincial cherchait des moyens de construire plus de transport structurant à Toronto, tout en ne dépensant autant dans le métro. Le premier ministre ontarien Bill Davis avait également pour objectif de faire de la construction de transport collectif une industrie de haute technologie dont l'Ontario pourrait devenir le pionnier. La proposition GO-URBAN suggérait que la technologie maglev (trains suspendus et entraînés au-dessus d'une voie de guidage par des aliments) pourrait être utilisée pour accélérer les trajets de transport collectif vers le centre-ville. Alors que les premières étapes d'une ligne d'essai autour de l'Exposition nationale canadienne ont commencé à être construites en 1972, les plans du réseau GO-URBAN prévoyaient une « ligne traversale », qui partirait de l'aéroport Pearson à l'ouest, longerait ou contournerait Eglinton Avenue dans sa partie centrale, puis emprunterait une emprise de l'Hydro pour sortir de la vallée Don et rejoindre le quartier en développement de Malvern. Le projet pilote GO-URBAN a échoué après que les partenaires allemands s'étaient retirés, mais les politiciens ont continué à chercher des moyens d'offrir un transport plus structurant à un coût plus moindre à celui du métro.
En 1973, la communauté urbaine de Toronto a révisé ses plans de transport en commun à long terme et a modifié sa proposition pour le métro sous Eglinton Avenue. Désormais désigné comme une ligne de « transport en commun de capacité intermédiaire » (comme la ligne 3 Scarborough était appelé), elle a été révisée pour continuer au-delà de la station Kennedy de la ligne Bloor-Danforth jusqu'à Bellamy Road, où elle pourrait correspondre à la ligne Lakeshore East de GO Transit.

### Métro sous Eglinton

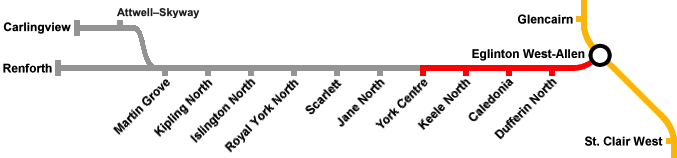
Proposition du métro sous Eglinton Avenue dans les années 80

Les problèmes de démarrage de la technologie, et le dépassement de coûts de la ligne Scarborough ont eu pour effet d'envenimer le concept de transport en commun à capacité intermédiaire dans son ensemble. La province a ensuite changé d'idée pour adopter le métro sous Eglinton Avenue. En 1984, la communauté urbaine de Toronto et la Commission de transport de Toronto ont publié la proposition Network 2011 pour le développement du métro. Ce projet prévoyait la construction d'une voie réservée aux autobus sous ou parallèlement à Eglinton Avenue, entre la station Eglinton West à la limite municipale entre Toronto et Mississauga. La voie réservée, ou le « busway », qui serait ouvert au public après l'achèvement de la première ligne du métro Sheppard et de la Downtown Relief Line, serait ensuite transformé en un véritable métro qui desservirait le public vers 2014. Bien que les gouvernements provinciaux successifs de Frank Miller, David Peterson et Bob Rae aient été réticents à s'engager dans le plan et à en payer le prix de 2,1 milliards de dollars (en dollars de 1985), le concept de lignes de métro sous Sheppard Avenue et Eglinton Avenue allait donner le ton aux propositions de transport structurant des deux décennies suivantes. En 1994, le gouvernement néo-démocrate de Bob Rae a finalement lancé des travaux de construction qui représentaient une fraction du plan original de Network 2011. Bien que la ligne Eglinton Ouest ait été construite comme un métro plutôt que comme une voie réservée souterraine, elle ne s'étendrait que de la station Eglinton West à la station York Centre, près de la future station Mount Dennis à Black Creek Road.
Malgré ce revers, le désir d'un transport structurant le long d'Eglinton Avenue n'a pas disparu. Le développement urbain le long d'une grand partie de cette artère était dense, et les autobus qui le desservaient étaient fréquents et souvent bondés. Des voies réservées aux autobus ont été peintes sur les voies côté de bordure de l'avenue, mais elles n'ont été que très peu efficaces pour accélérer les autobus. Il y avait également des tronçons où la densification urbaine était possible. Bien que certains aient critiqué la proposition de métro pour ne pas desservir les quartiers plus denses entre Allen Road et Yonge Street, une ligne traversant la ville pourrait desservir plus de personnes et créer un réseau de transport collectif plus robuste.

### Transit City

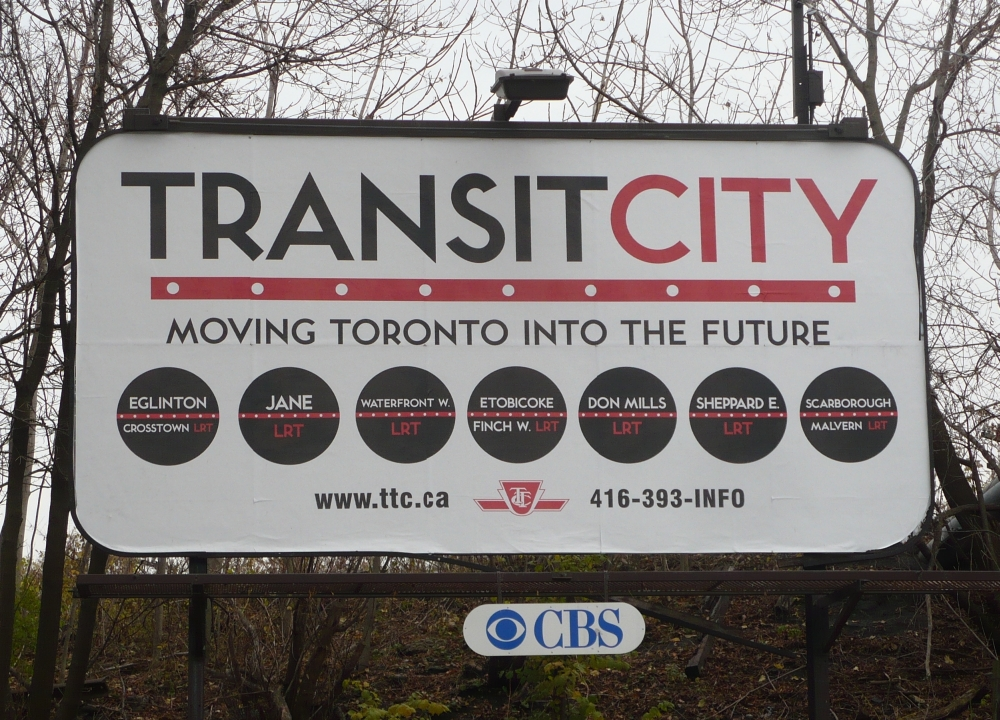
Panneau d'affichage de Transit City promouvant les projets du métro léger à Toronto

En mars 2007, la ville de Toronto, dirigée par le maire David Miller et le président de la TTC Adam Giambrone, a proposé une série de projets de transport en commun qu'elle a appelé Transit City. Répondant au fait que le coût élevé de la construction du métro rendait l'expansion du métro lente à une série d'à-coups, et que le modèle d'induction linéaire de haute technologie de la ligne Scarborough n'avait pas tenu ses promesses, ils ont proposé une série de lignes de transport collectif par rail léger à la place. Parmi ces lignes, la clé de voûte du réseau serait la ligne d'Eglinton Crosstown, qui irait de la station Kennedy à Renforth Drive, puis à l'aéroport Pearson. Bien que la ligne soit en surface à ses extrémités, l'achalandage plus élevé que prévu (jusqu'à 5 400 passagers par direction à l'heure de pointe) et la congestion le long des portions plus étroites du centre de l'avenue ont nécessité un tunnel entre Keele Street et Laird Drive. Le temps de trajet dans la section souterraine de la ligne serait réduit de 48 à 19 minutes.
Le conseil municipal de Toronto a appuyé la proposition de Transit City, mais celle-ci n'aurait fait que s'ajouter à une longue série de propositions de transport collectif qui n'ont pas abouti, jusqu'à l'été suivant, lorsque le gouvernement provincial de Dalton McGuinty a accepté de financer la proposition de la ville dans le cadre de son initiative Transports-Action Ontario 2020 (MoveOntario 2020). La ligne Eglinton Crosstown est entré dans sa phase de conception et de consultation. Pendant ce temps, le gouvernement provincial a annoncé un financement de 4,6 milliards de dollars pour la ligne, accordé le 1er avril 2009. La construction devait commencer à la fin de 2010.

### Ère Rob Ford
En novembre 2010, cependant, David Miller n'a pas sollicité pas son nouveau mandat à la mairie. À sa place, Rob Ford a été élu, promettant une politique de transport qui favorisait les automobiles privées au détriment des bus et des tramways. Le système de train léger a été rejeté comme une « attaque contre l'automobile », et des lignes de métro entièrement souterraines ont été proposées à la place. Le 1er décembre 2010, le premier acte de Rob Ford en tant que maire a été d'annuler officiellement la proposition de Transit City, même si certaines parties avaient commencé à être construites.
Annuler la proposition n'a cependant pas été aussi simple que Ford l'espérait. À ce stade, le gouvernement ontarien avait déjà pris le contrôle de ces projets sous la bannière de Metrolinx. Bien que la TTC exploiterait ces nouvelles lignes, Metrolinx en serait le propriétaire, et ce dernier avait déjà accepté de payer tous les coûts d'une grande partie du réseau, y compris la ligne Eglinton Crosstown. Le bureau de maire a entamé des négociations avec Metrolinx et, le 31 mars 2011, les deux parties ont publié un protocole d'entente. Dans ce protocole, la ville de Toronto serait responsable du paiement du coût total de l'annulation de la ligne Sheppard et de son remplacement par un prolongement du métro Sheppard. La ligne Finch West ne serait pas construite qu'à une date ultérieure, éventuellement sous forme de métro. Les fonds qui auraient été alloués à ces deux lignes seraient dirigés vers une version révisées de la ligne Crosstown, qui serait exploitée entièrement en souterrain de Mount Dennis à la station Kennedy, et traversée le long de l'alignement de la ligne Scarborough rénovée. Une fois le protocole d'entente conclu, Metrolinx a entrepris de redessiner la ligne Eglinton Crosstown (rebaptisée Eglinton-Scarborough Crosstown) pour l'adapter à la conception entièrement souterraine.
Alors que les travaux d'ingénierie et de conception ont commencé sur le nouveau tronçon souterrain entre Brentcliffe et Kennedy, les travaux physiques se sont poursuivis sur le tronçon de tunnel déjà approuvé entre Black Creek et Brentcliffe. Quatre tunneliers ont été achetés pour un total de 54 millions de dollars. La première pelletée de terre officielle a eu lieu au parc Keelesdale le 9 novembre 2011 en présence du maire Rob Ford et du premier ministre ontarien Dalton McGuinty. Des panneaux de chantier ont été installés et des puits ont été creusés près de Black Creek Drive. Les tunneliers renommés Dennis et Lea, qui mesurent 81 mètres de long et pèsent 511 tonnes, sont arrivés au parc Keelesdale le 22 février 2013. Ils ont été descendus dans le puits et, en juin 2013, ont commencé à mâcher le sol à 16-20 mètres sous la surface à l'est de Black Creek au printemps 2013.

### Construction

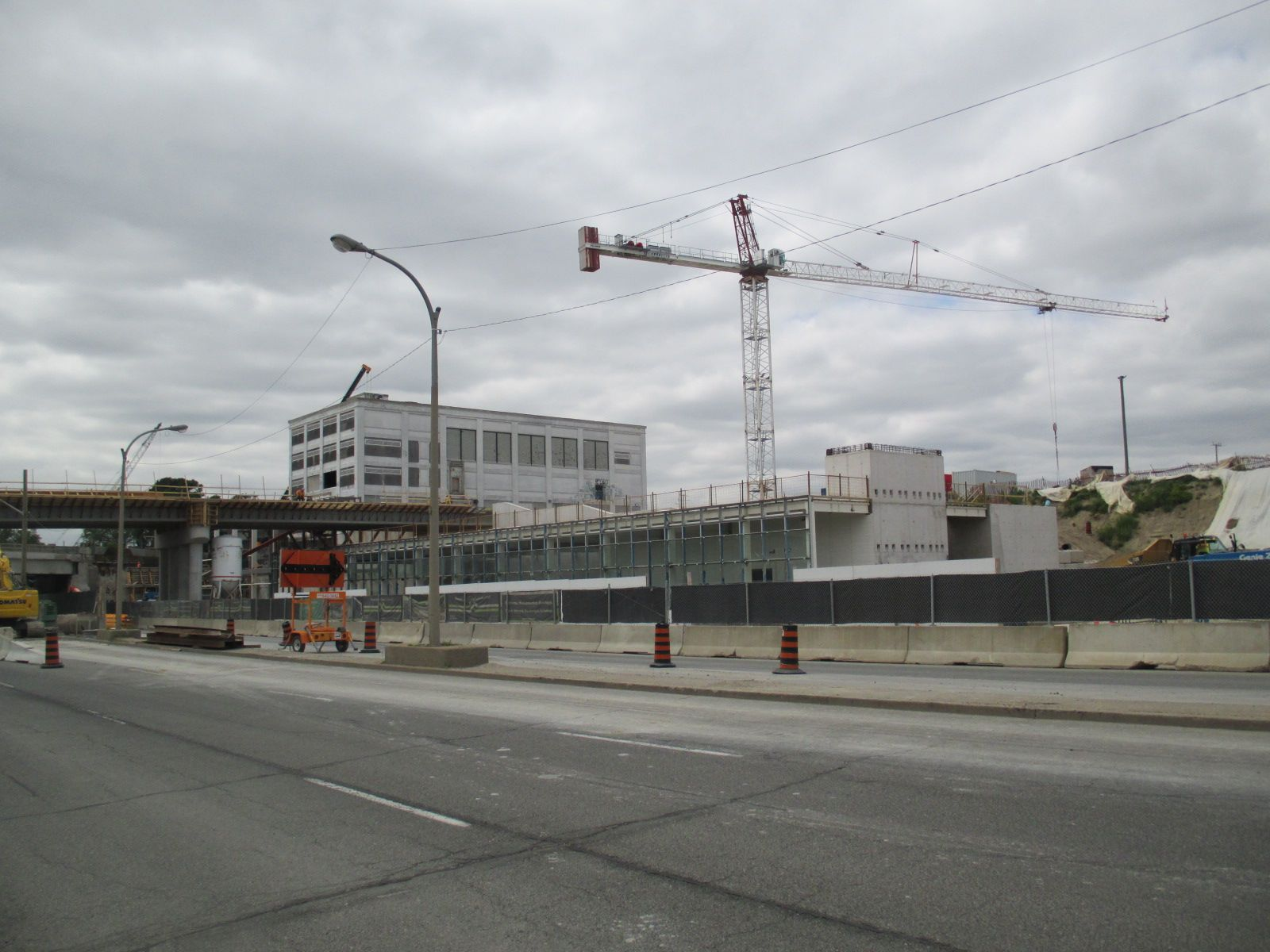
Le chantier de la construction en juin 2018

Pendant que tous ces débats sur l'avenir de transport collectif avaient lieu, les travaux se poursuivaient sur la ligne Eglinton elle-même. Les ouvriers ont commencé à creuser ou à construire la station. L'ancien centre de loisirs des employés de Kodak, près d'Eglinton et de Black Creek, a été temporairement déplacé à 60 mètres de son emplacement d'origine en août 2016, et le centre d'entretien et de garage d'Eglinton a été construit à sa place. Le bâtiment Kodak a été déplacé à nouveau à son emplacement d'origine (sur une nouvelle fondation) le 13 novembre 2017, et est devenu le futur terminus d'autobus de la station Mount Dennis.
Le premier morceau de voie - un aiguillage - a été installé au centre d'entretien le 9 août 2017. En décembre 2018, les équipes avaient installé plus de 10 kilomètres de voies pour la ligne. Alors que le centre d'entretien devait ouvrir à la fin de 2018, des retards dans les travaux ont repoussé l'achèvement au début de 2019, bien que le centre soit en grande partie terminée et puisse accueillir des millers de visiteurs curieux lors de Portes ouvertes Toronto le 25 mai 2019.
Alors que Metrolinx a maintenu sa date d'ouverture de fin 2021, Crosslinx, l'entreprise de construction chargée de construire cette ligne, a poursuivi l'agence de transport provinciale en juillet 2018, affirmant que les travaux de services publics avant la construction avaient dépassé les délais promis par Metrolinx, ce qui signifie qu'ils ne pouvaient pas terminer leurs travaux à temps. La poursuite a été réglée pour des conditions non précisées en septembre 2018. Un rapport du vérificateur général de l'Ontario a révélé plus tard que l'une des conditions comprenait un montant supplémentaire de 237 millions de dollars à verser à Crosslinx pour maintenir la date d'ouverture en 2021 fixée par Metrolinx.

## Service aux voyageurs

### Accueil

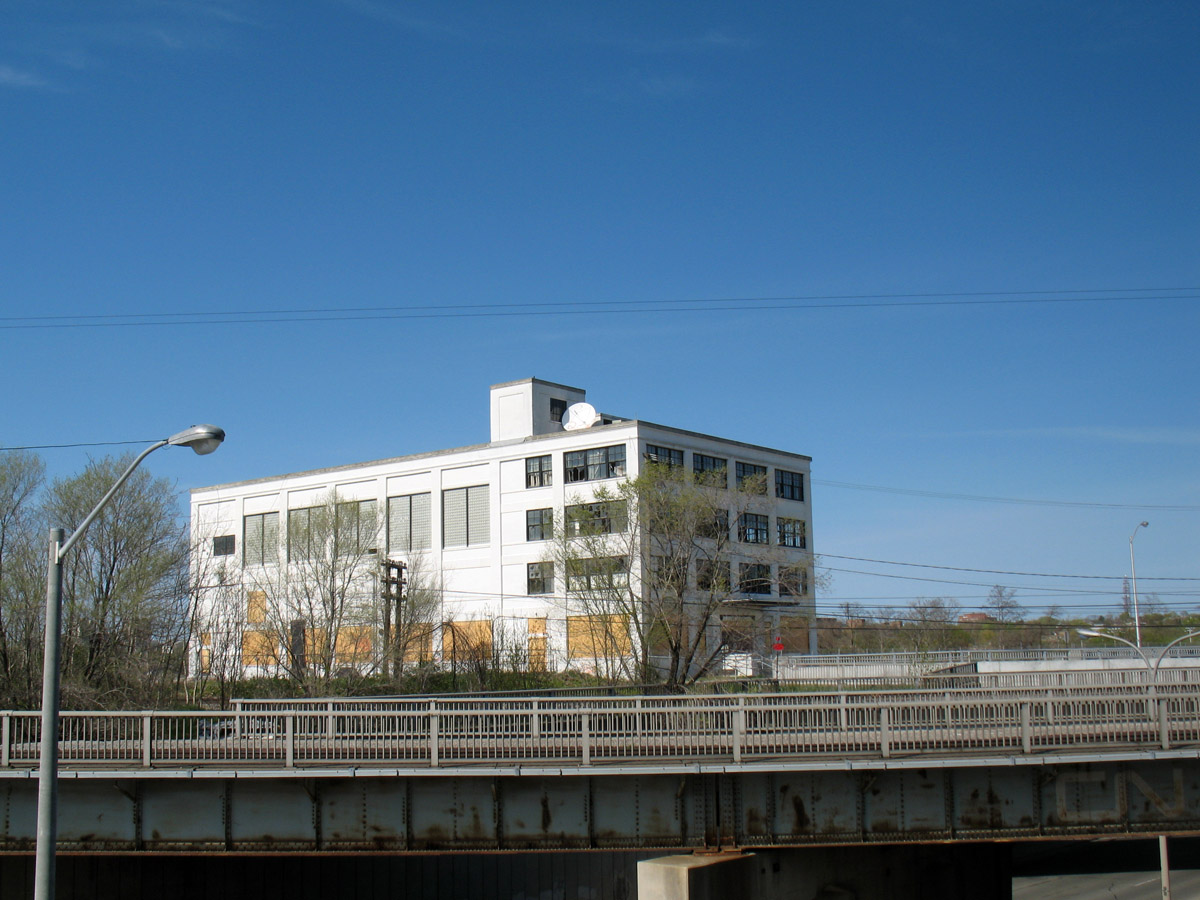
Ancien bâtiment de Kodak

En plus d'être un point de repère et un bâtiment d'intérêt patrimonial, l'ancien bâtiment Kodak sera un point de convergence pour les usagers de transport en commun, car de nombreuses caractéristiques de cette station sont liées à ce bâtiment. La station sera équipée d'une salle d'attente et des toilettes publiques, ainsi que des espaces commerciaux au niveau principal et au sous-sol. Les étages supérieurs du bâtiment seront utilisés pour des bureaux loués, pour fournir un espace à usage communautaire, et comprendront un auditorium.
La station aura trois entrées accessibles. L'entrée principale sera située à l'extrémité ouest de la station, entre Weston Road et la ligne Kitchener de GO Transit, avec une connexion souterraine de l'entrée principale au 3500 Eglinton Avenue West (l'ancien bâtiment Kodak). L'entrée secondaire sera située à l'est de la ligne Kitchener, du côté nord d'Eglinton Avenue West et la troisième sera située au 3500 Eglinton Avenue West.
En tant que la station terminale de la ligne 5, des travaux spéciaux seront effectués sur la voie pour permettre aux trains de faire marche arrière. Les plateformes seront dotées d'un mur de verre permettant à la lumière naturelle de pénétrer au niveau de plateformes. La gare de GO Transit et d'UP Express aura des quais construits le long de la ligne ferroviaire et sera accessible depuis le passage souterrain entre l'entrée principale et la salle d'attente dans l'ancien bâtiment Kodak.
Le terminus d'autobus de la TTC, qui ne sera pas sur la voie publique, comptera 15 quais et sera relié à l'ancien bâtiment Kodak. Le terminus d'autobus disposera de son propre espace pour la vente au détail. Le débarcadère sera accessible aux usagers de tous les services de transport en commun. Quatre places seront réservées aux taxis à proximité. Le stationnement de vélos comprendra 40 places extérieures et 80 places intérieures. Un espace intérieur pour les vélos sera prévu à l'entrée principale.

### Intermodalité
Une fois ouverte, la station Mount Dennis sera desservie par ces lignes de bus de la Commission de transport de Toronto suivantes :
- 27 Jane South
  - Direction sud vers la station Jane
- 32 Eglinton West
  - Direction ouest vers la station d'autobus Renforth
- 34 Eglinton
  - Direction est vers la station Kennedy
- 35 Jane
  - 35A : Direction nord vers la station Pioneer Village
  - 35B : Direction nord vers la station Pioneer Village via Hullmar Drive
- 71 Runnymede
  - Direction sud vers la station Runnymede
- 89 Weston
  - Direction nord vers Albion Road
  - Direction sud vers la station Keele
- 161 Rogers Road
  - Direction est vers la station Ossington
- 168 Symington
  - Direction sud vers la station Dundas West
- 170 Emmett
  - Direction ouest vers Jane Street et Emmett Avenue
- 171 Mount Dennis
  - Direction sud vers Jane Street
  - Direction nord vers Industry Street
- 935 Jane Express
  - Direction sud vers la station Jane
  - Direction nord vers la station Pioneer Village
- 989 Weston Express
  - Direction sud vers la station Keele
  - Direction nord vers Steeles Avenue West

## Œuvres d'art public
Dans le cadre d'un programme d'installation d'œuvres d'art aux stations principales de la ligne 5 Eglinon, la station Mount Dennis présentera deux œuvres d'art suivantes :
- Up to This Moment, de Hadley + Maxwell, sera un affichage vidéo d'une image documentant les changements survenus sur le site de Kodak Heights. L'image affichée changera quotidiennement. L'œuvre sera située sur le mur est du hall supérieur et sera visible depuis Eglinton Avenue à travers la paroi vitrée sud de la station.
- Une œuvre sans titre de Sara Cwynar présentera une peinture murale aux couleurs vives, de la taille d'un mur, constituée d'un collage d'images photographiques, imprimées numériquement sur des panneaux de verre superposés. L'œuvre sera située le long du couloir piétonnier de la station. Les images sources traiteront de l'histoire de la représentation, car elles ont été créées à partir des produits et des idéologies de Kodak (pour faire le lien avec l'emplacement de Kodak Heights), et elles sont destinées à servir d'héritage de la communauté locale et aux générations futures.

## Prolongement
Les travaux de construction sont en cours pour le prolongement de la ligne 5 Eglinton qui s'étendra sur 9,2 kilomètres de la future station Mount Dennis à Renforth Drive, avec un total de sept stations, dont deux surélevées et cinq stations souterraines. Le prolongement offrira des correspondances avec les autobus de MiWay et de GO Transit via le Mississauga Transitway à Renforth Drive. Des plans sont également à l'étude avec l'Autorité aéroportuaire du Grand Toronto pour prolonger la ligne de 4,7 kilomètres jusqu'à l'Aéroport international Pearson de Toronto.
L'attribution du contrat pour le tunnel entre Jane et Mount Dennis est prévue au début de 2023. La demande de propositions pour le contrat relatif au système de guidage surélevé a été publiée en avril 2022 et l'attribution du contrat devrait avoir lieu à la fin de 2022. Les plans pour le contrat des stations, des rails, et des systèmes sont en cours et les échéanciers seront annoncées en temps opportun.